# Henrik Löfkvist
Karl Henrik Axel Löfkvist, född 5 maj 1995, är en svensk före detta fotbollsspelare. 
Hans bror, Thomas Löfkvist, är en före detta professionell cyklist.

## Karriär
Löfkvists moderklubb är Kalmar FF där han spelade fram till att han var tio år. Därefter flyttade familjen till Gotland och då blev det pojklagsspel för Visby IF Gute, som senare bytte namn till FC Gute. Här spelade han sedan också seniorfotboll åren 2012–2014. Säsongen 2015 gick Löfkvists fotbollsliv vidare i Akropolis IF.
Här blev sejouren dock bara ettårig då han inför säsongen 2016 värvades av Dalkurd FF där han skrev på ett treårskontrakt. Debuten i Superettan skedde i april 2016 i en 2–1-förlust mot Assyriska FF. Han gjorde sitt första mål några veckor senare i en 2–1-seger över IK Sirius. I januari 2018 förlängde Löfkvist sitt kontrakt med tre år.
I februari 2019 stod det dock klart att Löfkvist skulle återvända till Kalmar FF där han skrev på ett treårskontrakt. I augusti samma år, hemma mot Hammarby, gjorde Löfkvist sitt första mål för föreningen på seniornivå när han nickade in kvitteringen i slutet av matchen. Efter säsongen 2019 utsågs han av redaktionen på Sveriges Radio P4 Kalmar till "Årets spelare i Kalmar FF". Efter säsongen 2021 lämnade han Kalmar FF.
I januari 2022 värvades Löfkvist av Jönköpings Södra.
Den 11 maj 2023 blev han tvungen att avsluta sin karriär till följd av flera skador.

### Webbkällor
- Henrik Löfkvist på Svenska Fotbollförbundets webbplats
- Henrik Löfkvist på elitefootball